# Brits amateurkampioenschap golf

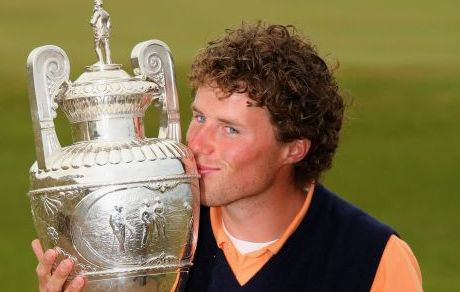
Reinier Saxton winnaar 2008

Het Brits amateurkampioenschap, ook wel The Amateur Championship genoemd, is het belangrijkste golfkampioenschap voor amateurs in Europa. Het kampioenschap werd voor het eerst gespeeld in 1885. Voor de dames bestaat het Women's British Amateur Championship.
Vroeger behoorde het Britse Amateur bij de Grand Slam of Golf, samen met het US Open, het Brits Open en het US Amateur.
Het winnen van het Britse Amateur geeft een wildcard voor het komende Brits Open en de Masters in Augusta. Tweemaal heeft een Nederlander het Brits Amateur gewonnen: Rolf Muntz in 1990 op Muirfield, en Reinier Saxton in 2008 op Turnberry.

## Wedstrijdvorm
De voorronden worden in strokeplay gespeeld. De dagen erna gaan de 64 beste spelers door naar de echte wedstrijd en spelen matchplay.

## Winnaars

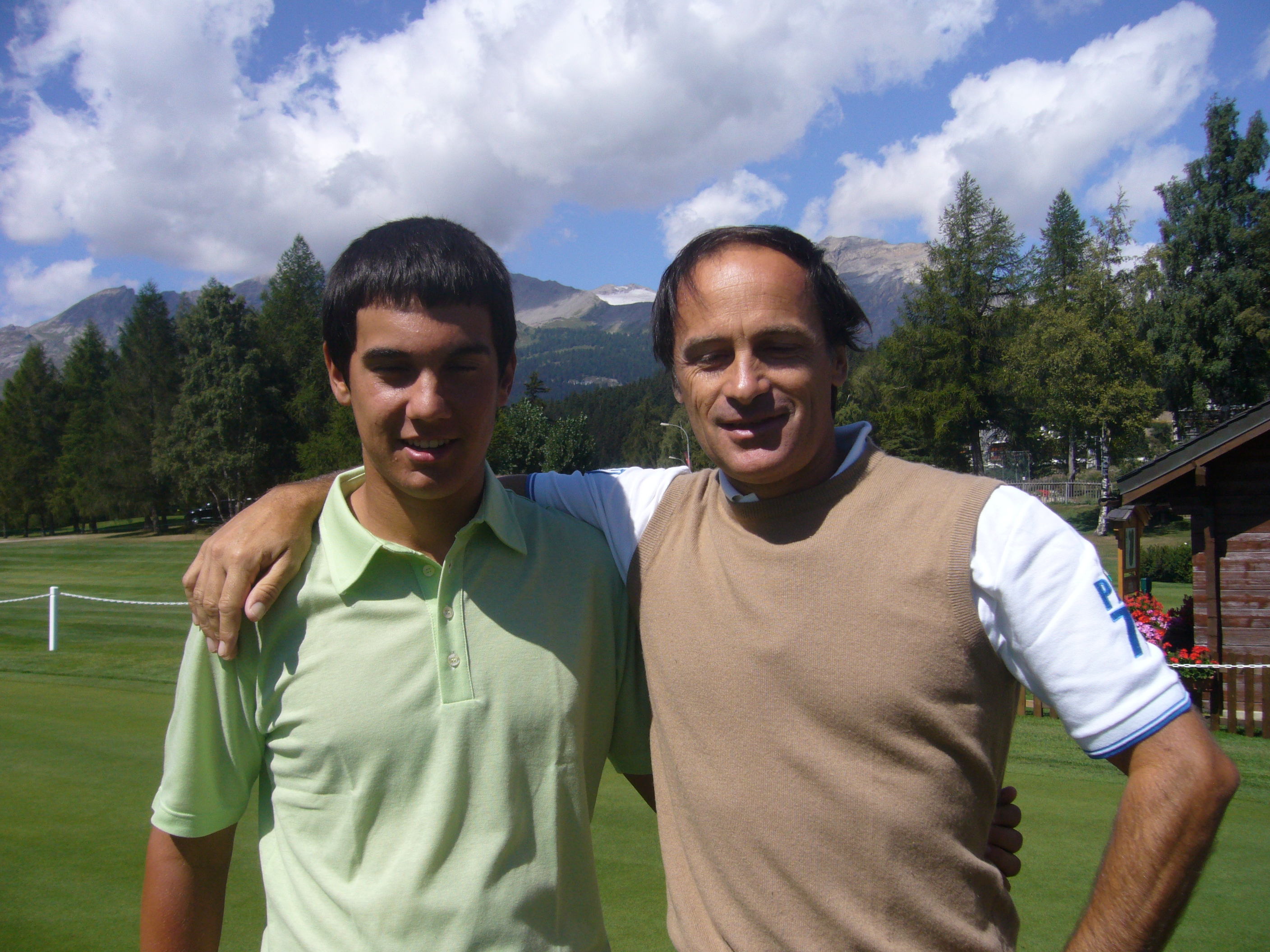
Winnaar 2009 Manassero en zijn coach/caddie Alberto Binaghi

| Jaar                                                 | Baan                               | Winnaar                 | Score    | Finalist                |
| ---------------------------------------------------- | ---------------------------------- | ----------------------- | -------- | ----------------------- |
| 2019                                                 | Portmarnock Golf Club              | James Sugrue            | 2 up     | Euan Walker             |
| 2018                                                 | Royal Aberdeen Golf Club           | Jovan Rebula            | 3 & 2    | Robin Dawson            |
| 2017                                                 | Royal St George's Golf Club        | Harry Ellis             | 38 holes | Dylan Perry             |
| 2016                                                 | Royal Porthcawl Golf Club          | Scott Gregory           | 2 & 1    | Robert MacIntyre        |
| 2015                                                 | Carnoustie Golf Links              | Romain Langasque        | 4 & 2    | Grant Forrest           |
| 2014                                                 | Royal Portrush Golf Club           | Bradley Neil            | 2 & 1    | Zander Lombard          |
| 2013                                                 | Royal Cinque Ports Golf Club       | Garrick Porteous        | 6 & 5    | Toni Hakula             |
| 2012                                                 | Royal County Down Golf Club        | Alan Dunbar             | 1 up     | Matthias Schwab         |
| 2011                                                 | Hillside Golf Club                 | Bryden MacPherson       | 3 & 2    | Michael Stewart         |
| 2010                                                 | Muirfield Golf Links               | Jin Jeong               | 5 & 4    | James Byrne             |
| 2009                                                 | Formby Golf Club                   | Matteo Manassero        | \|4 & 3  | Sam Hutsby              |
| 2008                                                 | The Westin Turnberry Resort        | Reinier Saxton          | 3 & 2    | Tommy Fleetwood         |
| 2007                                                 | Royal Lytham & St Annes Golf Club  | Drew Weaver             | 2 & 1    | Tim Stewart             |
| 2006                                                 | Royal St George's Golf Club        | Julien Guerrier         | 4 & 3    | Adam Gee                |
| 2005                                                 | Royal Birkdale Golf Club           | Brian McElhinney        | 5 & 4    | John Gallagher          |
| 2004                                                 | St Andrews Links, Old Course       | Stuart Wilson           | 4 & 3    | Lee Corfield            |
| 2003                                                 | Royal Troon Golf Club              | Gary Wolstenholme       | 6 & 5    | Raphaël de Sousa        |
| 2002                                                 | Royal Porthcawl Golf Club          | Alejandro Larrazábal    | 1 up     | Martin Sell             |
| 2001                                                 | Prestwick Golf Club                | Michael Hoey            | 1 up     | Ian Campbell            |
| 2000                                                 | Royal Liverpool Golf Club          | Mikko Ilonen            | 2 & 1    | Christian Reimbold      |
| 1999                                                 | Royal County Down Golf Club        | Graeme Storm            | 7 & 6    | Aran Wainwright         |
| 1998                                                 | Muirfield Golf Links               | Sergio García           | 7 & 6    | Craig Williams          |
| 1997                                                 | Royal St George's Golf Club        | Craig Watson            | 3 & 2    | Trevor Immelman         |
| 1996                                                 | Turnberry Golf Club                | Warren Bladon           | 1 up     | Roger Beames            |
| 1995                                                 | Royal Liverpool Golf Club          | Gordon Sherry           | 7 & 6    | Michael Reynard         |
| 1994                                                 | Nairn Golf Club                    | Lee James               | 2 & 1    | Gordon Sherry           |
| 1993                                                 | Royal Portrush Golf Club           | Iain Pyman              | 37 holes | Paul Page               |
| 1992                                                 | Carnoustie Golf Club               | Stephen Dundas          | 7 & 6    | Bradley Dredge          |
| 1991                                                 | Ganton Golf Club                   | Gary Wolstenholme       | 8 & 6    | Bob May                 |
| 1990                                                 | Muirfield Golf Links               | Rolf Muntz              | 7 & 6    | Michael Macara          |
| 1989                                                 | Royal Birkdale Golf Club           | Stephen Dodd            | 5 & 3    | Craig Cassells          |
| 1988                                                 | Royal Porthcawl Golf Club          | Christian Hardin        | 1 up     | Ben Fouchee             |
| 1987                                                 | Prestwick Golf Club                | Paul Mayo               | 3 & 1    | Peter McEvoy            |
| 1986                                                 | Royal Lytham & St. Annes Golf Club | David Curry             | 11 & 9   | Geoff Birtwell          |
| 1985                                                 | Royal Dornoch Golf Club            | Garth McGimpsey         | 8 & 7    | Graham Homewood         |
| 1984                                                 | Formby Golf Club                   | José María Olazabal     | 5 & 4    | Colin Montgomerie       |
| 1983                                                 | Turnberry Golf Club                | Philip Parkin           | 5 & 4    | Jim Holtgrieve          |
| 1982                                                 | Royal Cinque Ports Golf Club       | Martin Thompson         | 4 & 3    | Andrew Stubbs           |
| 1981                                                 | St Andrews Links, Old Course       | Phillipe Ploujoux       | 4 & 2    | Joel Hirsch             |
| 1980                                                 | Royal Porthcawl Golf Club          | Duncan Evans            | 4 & 3    | David Suddards          |
| 1979                                                 | Hillside Golf Club                 | Jay Sigel               | 3 & 2    | Scott Hoch              |
| 1978                                                 | Royal Troon Golf Club              | Peter McEvoy            | 4 & 3    | Paul McKellar           |
| 1977                                                 | Ganton Golf Club                   | Peter McEvoy            | 5 & 4    | H.M. Campbell           |
| 1976                                                 | St Andrews Links, Old Course       | Dick Siderowf           | 37 holes | J.C. Davies             |
| 1975                                                 | Royal Liverpool Golf Club          | Vinny Giles             | 8 & 7    | Mark James              |
| 1974                                                 | Muirfield Golf Links               | Trevor Homer            | 2 up     | Jim Gabrielsen          |
| 1973                                                 | Royal Porthcawl Golf Club          | Dick Siderowf           | 5 & 3    | Peter H. Moody          |
| 1972                                                 | Royal St George's Golf Club        | Trevor Homer            | 4 & 3    | Alan Thirlwell          |
| 1971                                                 | Carnoustie Golf Club               | Steve Melnyk            | 3 & 2    | Jim Simons              |
| 1970                                                 | Royal County Down Golf Club        | Michael Bonallack       | 8 & 7    | Bill Hyndman            |
| 1969                                                 | Royal Liverpool Golf Club          | Michael Bonallack       | 3 & 2    | Bill Hyndman            |
| 1968                                                 | Royal Troon Golf Club              | Michael Bonallack       | 7 & 6    | Joe Carr                |
| 1967                                                 | Formby Golf Club                   | Bob Dickson             | 2 & 1    | Ron Cerrudo             |
| 1966                                                 | Carnoustie Golf Club               | Bobby Cole              | 3 & 2    | Ronnie Shade            |
| 1965                                                 | Royal Porthcawl Golf Club          | Michael Bonallack       | 2 & 1    | Clive Clark             |
| 1964                                                 | Ganton Golf Club                   | Gordon Clark            | 39 holes | Michael Lunt            |
| 1963                                                 | St Andrews Links, Old Course       | Michael Lunt            | 2 & 1    | John Blackwell          |
| 1962                                                 | Royal Liverpool Golf Club          | Richard Davies          | 1 up     | John Povall             |
| 1961                                                 | Turnberry Golf Club                | Michael Bonallack       | 6 & 4    | James Walker            |
| 1960                                                 | Royal Portrush Golf Club           | Joe Carr                | 8 & 7    | Robert Cochran          |
| 1959                                                 | Royal St George's Golf Club        | Deane Beman             | 3 & 2    | Bill Hyndman            |
| 1958                                                 | St Andrews Links, Old Course       | Joe Carr                | 3 & 2    | Alan Thirlwell          |
| 1957                                                 | Formby Golf Club                   | Reid Jack               | 2 & 1    | Harold Ridgley          |
| 1956                                                 | Royal Troon Golf Club              | John Beharrell          | 5 & 4    | Leslie Taylor           |
| 1955                                                 | Royal Lytham & St Annes Golf Club  | Joe Conrad              | 3 & 2    | Alan Slater             |
| 1954                                                 | Muirfield Golf Links               | Douglas Bachli          | 2 & 1    | William C. Campbell     |
| 1953                                                 | Royal Liverpool Golf Club          | Joe Carr                | 2 up     | Harvie Ward             |
| 1952                                                 | Prestwick Golf Club                | Harvie Ward             | 6 & 5    | Frank Stranahan         |
| 1951                                                 | Royal Porthcawl Golf Club          | Dick Chapman            | 5 & 4    | Charles Coe             |
| 1950                                                 | St Andrews Links, Old Course       | Frank Stranahan         | 8 & 6    | Dick Chapman            |
| 1949                                                 | Portmarnock Golf Club              | Samuel McCready         | 2 & 1    | Willie Turnesa          |
| 1948                                                 | Royal St George's Golf Club        | Frank Stranahan         | 5 & 4    | Charles Stowe           |
| 1947                                                 | Carnoustie Golf Club               | Willie Turnesa          | 3 & 2    | Dick Chapman            |
| 1946                                                 | Royal Birkdale Golf Club           | James Bruen             | 4 & 3    | Robert Sweeny Jr.       |
| 1940-45: Niet gespeeld wegens Tweede Wereldoorlog    |                                    |                         |          |                         |
| 1939                                                 | Royal Liverpool Golf Club          | Alexander Kyle          | 2 & 1    | A.A. Duncan             |
| 1938                                                 | Royal Troon Golf Club              | Charles Yates           | 3 & 2    | Cecil Ewing             |
| 1937                                                 | Royal St George's Golf Club        | Robert Sweeny Jr.       | 3 & 2    | Lionel Munn             |
| 1936                                                 | St Andrews Links, Old Course       | Hector Thomson          | 2 up     | Jim Ferrier             |
| 1935                                                 | Royal Lytham & St Annes Golf Club  | Lawson Little           | 1 up     | William Tweddell        |
| 1934                                                 | Prestwick Golf Club                | Lawson Little           | 14 & 13  | J. Wallace              |
| 1933                                                 | Royal Liverpool Golf Club          | Michael Scott           | 4 & 3    | T.A. Bourn              |
| 1932                                                 | Muirfield Golf Links               | John De Forest          | 3 & 1    | Eric Fiddian            |
| 1931                                                 | Royal North Devon Golf Club        | Eric Martin-Smith       | 1 up     | John De Forest          |
| 1930                                                 | St Andrews Links, Old Course       | Bobby Jones             | 7 & 6    | Roger Wethered          |
| 1929                                                 | Royal St George's Golf Club        | Cyril Tolley            | 4 & 3    | J. Nelson Smith         |
| 1928                                                 | Prestwick Golf Club                | Phil Perkins            | 6 & 4    | Roger Wethered          |
| 1927                                                 | Royal Liverpool Golf Club          | William Tweddell        | 7 & 6    | D.E. Landale            |
| 1926                                                 | Muirfield Golf Links               | Jess Sweetser           | 6 & 5    | A.F. Simpson            |
| 1925                                                 | Royal North Devon Golf Club        | Robert Harris           | 13 & 12  | Kenneth F. Fradgley     |
| 1924                                                 | St Andrews Links, Old Course       | Ernest Holderness       | 3 & 2    | E.F. Storey             |
| 1923                                                 | Royal Cinque Ports Golf Club       | Roger Wethered          | 7 & 6    | Robert Harris           |
| 1922                                                 | Prestwick Golf Club                | Ernest Holderness       | 1 up     | John Caven              |
| 1921                                                 | Royal Liverpool Golf Club          | Willie Hunter           | 12 & 11  | Allan Graham            |
| 1920                                                 | Muirfield Golf Links               | Cyril Tolley            | 37 holes | Robert A. Gardner       |
| 1915-19: Niet gespeeld wegens de Eerste Wereldoorlog |                                    |                         |          |                         |
| 1914                                                 | Royal St George's Golf Club        | J.L.C. Jenkins          | 3 & 2    | Charles O. Hezlet       |
| 1913                                                 | St Andrews Links, Old Course       | Harold Hilton           | 6 & 5    | Robert Harris           |
| 1912                                                 | Royal North Devon Golf Club        | John Ball jr.           | 38 holes | Abe Mitchell            |
| 1911                                                 | Prestwick Golf Club                | Harold Hilton           | 4 & 3    | E.A. Lassen             |
| 1910                                                 | Royal Liverpool Golf Club          | John Ball jr.           | 10 & 9   | C.C. Aylmer             |
| 1909                                                 | Muirfield Golf Links               | Robert Maxwell          | 1 up     | C.K. Hutchison          |
| 1908                                                 | Royal St George's Golf Club        | E.A. Lassen             | 7 & 6    | H.E. Taylor             |
| 1907                                                 | St Andrews Links, Old Course       | John Ball jr.           | 6 & 4    | C.A. Palmer             |
| 1906                                                 | Royal Liverpool Golf Club          | James Robb              | 4 & 3    | C.C. Lingen             |
| 1905                                                 | Prestwick Golf Club                | Arthur Barry            | 3 & 2    | Osmund Scott            |
| 1904                                                 | Royal St George's Golf Club        | Walter Travis           | 4 & 3    | Edward Blackwell        |
| 1903                                                 | Muirfield Golf Links               | Robert Maxwell          | 7 & 5    | Horace Hutchinson       |
| 1902                                                 | Royal Liverpool Golf Club          | Charles Hutchings       | 1 up     | Sidney Fry              |
| 1901                                                 | St Andrews Links, Old Course       | Harold Hilton           | 1 up     | John L. Low             |
| 1900                                                 | Royal St George's Golf Club        | Harold Hilton           | 8 & 7    | James Robb              |
| 1899                                                 | Prestwick Golf Club                | John Ball jr.           | 37 holes | Freddie Tait            |
| 1898                                                 | Royal Liverpool Golf Club          | Freddie Tait            | 7 & 5    | S. Mure Fergusson       |
| 1897                                                 | Muirfield Golf Links               | Jack Allan              | 4 & 2    | James Robb              |
| 1896                                                 | Royal St George's Golf Club        | Freddie Tait            | 8 & 7    | Harold Hilton           |
| 1895                                                 | St Andrews Links, Old Course       | Leslie Balfour-Melville | 19 holes | John Ball jr.           |
| 1894                                                 | Royal Liverpool Golf Club          | John Ball jr.           | 1 up     | S. Mure Fergusson       |
| 1893                                                 | Prestwick Golf Club                | P.C. Anderson           | 1 up     | Johnny Laidlay          |
| 1892                                                 | Royal St George's Golf Club        | John Ball jr.           | 3 & 1    | Harold Hilton           |
| 1891                                                 | St Andrews Links, Old Course       | Johnny Laidlay          | 20 holes | Harold Hilton           |
| 1890                                                 | Royal Liverpool Golf Club          | John Ball jr.           | 4 & 3    | Johnny Laidlay          |
| 1889                                                 | St Andrews Links, Old Course       | Johnny Laidlay          | 2 & 1    | Leslie Balfour-Melville |
| 1888                                                 | Prestwick Golf Club                | John Ball jr.           | 5 & 4    | Johnny Laidlay          |
| 1887                                                 | Royal Liverpool Golf Club          | Horace Hutchinson       | 1 up     | John Ball jr.           |
| 1886                                                 | St Andrews Links, Old Course       | Horace Hutchinson       | 7 & 6    | Henry Lamb              |
| 1885                                                 | Royal Liverpool Golf Club          | Allen MacFie            | 7 & 6    | Horace Hutchinson       |

## Varia
- Van 1915-1919 en 1940-45 is het Brits amateurkampioenschap golf niet gespeeld.
- Lawson Little, winnaar van 1934 en 1935, had soms wel 26 clubs in zijn tas. Dit heeft er in 1938 toe geleid dat spelers tegenwoordig maar 14 clubs mee mogen nemen.
- John Ball heeft het Open 8x gewonnen tussen 1888-1912.
- De Engelsen noemen het Brits Open The Open of officieel The Open Championship, en het Brits Amateur noemen zij The Amateur of officieel The Amateur Championship.
- Steeds meer landen hebben nu een internationaal amateurskampioenschap, zie bijvoorbeeld Fins Amateur, Portugees Amateur en het Frans Amateur, dat al voor de Eerste Wereldoorlog op La Boulie plaatsvond. Constant Smits van Waesberghe won in 1988 het Portugees Amateur, Mette Hageman in 1990 en 1991 het Zwitsers Amateur.
- Hoewel een groot aantal van de naoorlogse winnaars professional is geworden, is alleen José María Olazabal erin geslaagd een van de Majors te winnen.
- De winnaar van 2009, de 16-jarige Matteo Manassero, is de jongste winnaar ooit.
- Voor Gary Player was het in 2009 de laatste keer. Hij deed 52 keer mee.